# 华清中学
华清中学位于中華人民共和國陕西省西安市临潼区书院东街6号，是一所完全中学，招收汉族、藏族学生。学校座落在骊山东秀岭北麓，因紧邻“华清池”得今名，背靠骊山，依山势而建。
华清中学创建于1938年，原名中正学院，解放后更名华清中学。1938年，由赵登云倡导，华清中学成立，刘明斋任首任校长。1951年，学校更名为 “陕西省华清中学”，1963年，学校被确定为陕西省10所重点中学之一。 1985年，开设西藏班。
现任校长為许壁。

## 知名校友
- 安启元：原陕西省委书记
- 杜耀峰：陕西日报社长

1. ↑  西安市临潼区人民政府. . www.lintong.gov.cn.   [2023-02-07]. （原始内容存档于2023-02-07）.